# Tridactylus australicus
Tridactylus australicus är en insektsart som beskrevs av Mjoberg 1913. Tridactylus australicus ingår i släktet Tridactylus och familjen Tridactylidae. Inga underarter finns listade i Catalogue of Life.